# Revolutionair socialisme
Revolutionair socialisme is een verzamelnaam voor verschillende stromingen binnen het socialisme die door middel van revolutie een socialistische samenleving willen stichten.
De term wordt sinds minstens het begin van de twintigste eeuw gebruikt door libertaire socialisten en door sommige communisten (vooral trotskisten of maoïsten). Deze distantieerden zich van zowel sociaaldemocraten ("reformisten") en Moskou-getrouwe communisten en van de praktijken in socialistische staten als de Sovjet-Unie en China.
De eerste partij in Nederland die zich revolutionair socialistisch noemde was de Revolutionnair Socialistische Partij (RSP) van Henk Sneevliet (opgericht in 1929).